# Orthogonia olivaceobrunnea
Orthogonia olivaceobrunnea là một loài bướm đêm trong họ Noctuidae.